# Papa Antero
Antero (em latim: Anterus; Petélia, 180 — Roma, 3 de janeiro de 236) foi o 19º Papa da Igreja Católica, entre 21 de novembro de 235 e 3 de janeiro de 236. 

## Vida
Antero era filho de Rômulo e nasceu em Petélia, na Calábria. Foi eleito Papa em 21 de novembro de 235 e ocupou a posição até 3 de janeiro de 236, quando foi martirizado. Segundo o Livro dos Pontífices, seu destino foi selado por ordenar a notários que reunissem os atos dos mártires para serem depositados nos arquivos da Igreja de Roma. Foi sepultado na Catacumba de Calisto da via Ápia, em Roma, e seu túmulo foi achado por Giovanni Battista de Rossi em 1854, que notou restos quebrados do epitáfio grego gravado sobre o canto oblongo da laje; o texto falava de sua origem e da prevalência do grego na Igreja até aquele momento. Seus restos mortais, que estavam cremados, foram removidos muito antes, e levados à Igreja de São Silvestre, no Campo de Marte. Foram redescobertos em 17 de novembro de 1595, quando Papa Clemente VIII reconstruiu a igreja, que havia arruinado.